# Love Is a Basic Need
Love Is a Basic Need è il settimo album in studio del gruppo musicale inglese Embrace, pubblicato nel 2018.

## Tracce
Testi e musiche di Danny McNamara e Richard McNamara.
1. The Finish Line – 4:00
2. Never – 3:20
3. Wake Up Call – 3:31
4. Snake Oil – 4:32
5. Where You Sleeping – 4:13
6. All That Remains – 4:57
7. Rabbit Hole – 4:56
8. Horseshoe in My Glove – 3:17
9. My Luck Comes in Threes – 4:18
10. Love Is a Basic Need – 6:35

## Classifiche
| Classifica (2018) | Posizione raggiunta |
| ----------------- | ------------------- |
| Regno Unito       | 5                   |